# Coenotephria juravolaria
Coenotephria juravolaria là một loài bướm đêm trong họ Geometridae.